# Eduard Stierlin
Eduard Stierlin (* 1878 in Zürich; † 6. November 1919 in München) war ein Schweizer Chirurg und Radiologe und Mitarbeiter von Ferdinand Sauerbruch.
Stierlin studierte Medizin in Zürich, Bern, Berlin, Hamburg und Tübingen und wurde 1909 in Tübingen promoviert. Danach erfolgte die chirurgische Ausbildung in Basel mit Spezialisierung auf Radiologie. Von 1915 bis 1918 war er in Zürich bei Sauerbruch, habilitierte sich bei diesem 1916 und war ab 1918 Oberarzt und Professor bei Sauerbruch in München.
Er war Mitarbeiter an dem Standardwerk Chirurgie der Brustorgane von Sauerbruch.
Das Stierlin-Zeichen ist nach ihm benannt. Das ist eine Kontrastmittel-Füllungslücke des Blinddarms (Zökum) nach oraler und rektaler Kontrastierung bei entzündlichen Ileozökalprozessen infolge Krämpfen (Spasmus).

## Schriften
- mit Henri Chaoul: Klinische Röntgendiagnostik des Verdauungskanals, Wiesbaden: Bergmann 1916, 2. Auflage 1928